# We've Only Just Begun
"We've Only Just Begun" là một bản hit của ban nhạc The Carpenters được Roger Nichols viết nhạc và Paul Williams viết lời. Đứng ở vị trí 405 trong danh sách " 500 bài hát hay nhất mọi thời đại " của tạp chí Rolling Stone, nó thường được sử dụng làm bài hát trong đám cưới.

## Thông tin bài hát
Bài hát ban đầu được ghi lại bởi Smokey Roberds, một người bạn của Nichols, hát với tên "Freddie Allen". Nó ra mắt trong một quảng cáo truyền hình có chủ đề đám cưới cho Ngân hàng Quốc gia Crocker ở California vào mùa đông năm 1970, với Williams về giọng hát. Hal Riney, nhân viên của công ty quảng cáo có trụ sở tại San Francisco Hal Riney &amp; Partners đã mua bài hát này để giúp Crocker thu hút giới trẻ. Bài hát được phát qua đoạn phim của một cặp vợ chồng sắp cưới và mới bắt đầu. Trong bài hát, các ám chỉ trực tiếp đến ngân hàng đã bị bỏ qua, một phần để làm cho bài hát dễ tiếp thị hơn. Bài hát quảng cáo trở nên rất phổ biến, nhưng nó thu hút các khách hàng trẻ tuổi mà ngân hàng không quan tâm, vì các khách hàng này không có tài sản thế chấp cho các khoản vay, vì vậy chiến dịch cuối cùng đã bị đình chỉ, sau đó khái niệm này được Crocker nhượng quyền cho các ngân hàng khác.
Richard Carpenter đã xem bài hát quảng cáo này trên TV và đoán chính xác rằng Williams là giọng ca chính (cả hai đều ký hợp đồng với A&M Records vào thời điểm đó). Carpenter tình cờ gặp Williams tại công ty thu âm này và hỏi liệu có phiên bản đầy đủ của bài hát không. Mặc dù quảng cáo truyền hình chỉ có hai đoạn và không có điệp khúc nối, Williams nói rằng có một điệp khúc và một đoạn thứ ba bổ sung, tạo thành một bài hát hoàn chỉnh; Anh và Nichols tiếp tục viết các đoạn bổ sung này.
Carpenter đã chọn bài hát này cho đĩa đơn thứ ba của ban nhạc và đưa nó vào LP Close to You. Được phát hành vào cuối mùa hè 1970, đĩa đơn này có sự góp mặt của giọng ca chính Karen và những bản hòa âm chồng lấn của cả hai anh em. Sau bản hit " (They Long to Be) Close to You" trên các bảng xếp hạng, "We've Only Just Begun" đạt vị trí số 1 trên bảng xếp hạng đĩa đơn của Cash Box và số 2 trên Bảng xếp hạng US Billboard Hot 100 sau I'll Be There của The Jackson 5 và I Think I Love You của The Partridge Family, trở thành đĩa đơn doanh số vàng thứ hai của ban nhạc. Nó được cả Karen và Richard coi là bài hát đặc trưng của họ. Theo The Billboard Book of Top 40 hit (ấn bản thứ 6), trên bảng xếp hạng đĩa đơn dành cho người lớn của Hoa Kỳ, bài hát này là bài hát tốt nhất của hai anh em, kéo dài bảy tuần ở vị trí số 1 (vượt qua sáu tuần ở vị trí cao nhất của "Close to You "). Bài hát cũng giúp họ giành được hai giải Grammy năm 1971: dành cho Nghệ sĩ mới xuất sắc nhất (The Carpenters) và Trình diễn đương đại xuất sắc nhất của Bộ đôi, Nhóm hoặc Hợp xướng ("Close to You").